# Georg Paul Neumann
Georg Ludwig Christian Paul Neumann (geboren 14. April 1878 in Danzig; gestorben nach 1923) war ein deutscher Militärschriftsteller und während des Ersten Weltkrieges Hauptmann der Fliegertruppe.

## Leben und Werk

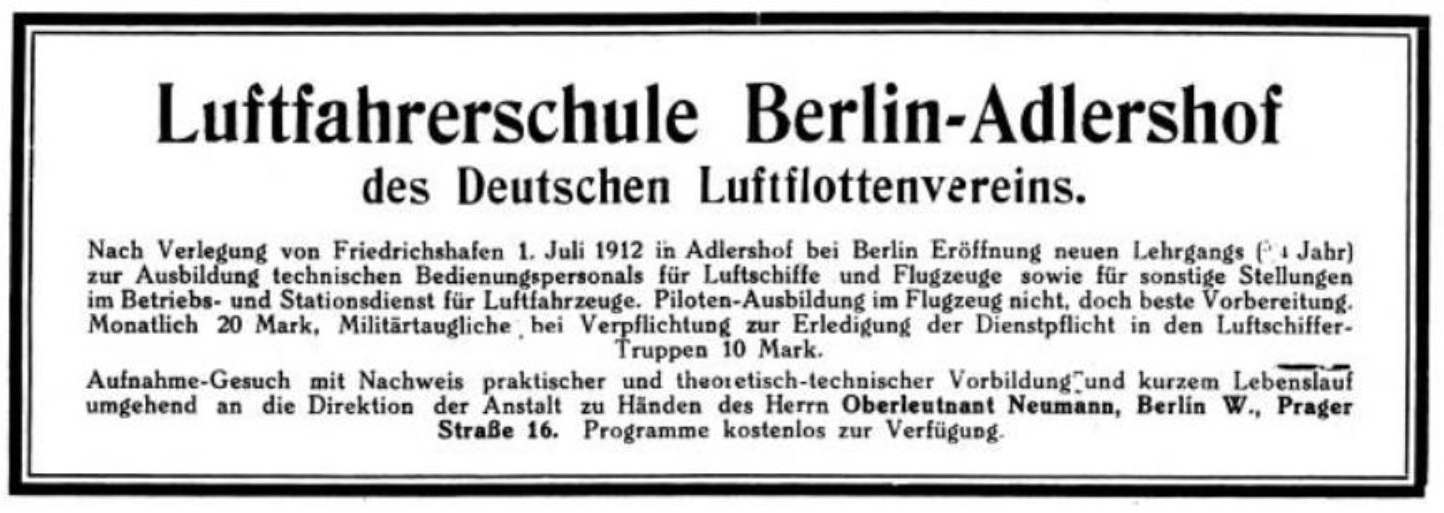
1912 erschienene Anzeige für die „Luftfahrerschule Berlin-Adlershof des Deutschen Luftflottenvereins“ mit Nennung Neumanns als Direktor;
Deutsche Luftfahrer-Zeitschrift, 15. Mai 1912

Als Oberleutnant wirkte Georg Paul Neumann an der Einrichtung der am 1. Oktober 1909 in Friedrichshafen am Bodensee eröffneten Luftfahrerschule des Deutschen Luftflottenvereins ein, die er ebenso leitete wie die dann 1912 nach als Luftfahrerschule in Berlin-Adlershof verlegte Bildungseinrichtung. Seinen Sitz als Schulleiter hatte er in der Prager Straße 16 in Berlin W. 50.
Während des Ersten Weltkrieges wirkte er im Rang eines Hauptmannes als Adjutant des Inspekteurs der Flieger-Truppen sowie als Führer und Kommandeur verschiedener Flieger-Abteilungen.
Einige Schriften des in der Weimarer Republik 1920 als Major a. D. bezeichneten Offiziers finden sich heute als Teil der Weltkriegssammlung der Deutschen Nationalbibliothek.
Spätestens nach der Einstellung der Berliner Luftfahrerschule 1923 wohnte Neumann im Juni 1923 bei der Herausgabe seines Buches In der Luft unbesiegt in Berlin-Wilmersdorf.
Der Mobilitäts- und Luftfahrthistoriker Kurt Möser beschrieb in einem Blog auf der Seite der Badischen Landesbibliothek anlässlich seines Vorlasses seiner Büchersammlung zur „Geschichte der Fliegerei“ Neumanns 1923 erschienenen Band In der Luft unbesiegt als „[...] Schlüsselwerk einer aviatischen Dolchstoßlegende – deutsche Flieger seien trotz streikbedingtem Materialmangel bis zum Schluss des Krieges überlegen gewesen,“ eine Großerzählung zur Kriegsfliegerei, wie sie ähnlich nach dem Zweiten Weltkrieg formuliert wurde im Sinne von „‚Wir‘ hätten doch mit unseren hochinnovativen Strahl- und Raketenflugzeugen den Zweiten Weltkrieg gewinnen können, wenn sie nicht zu spät gekommen wären.“

## Schriften (Auswahl)
- Die Militär-Luftschiffahrt der Gegenwart / Hptm. Neumann, aus: v. Löbell's Jahresberichte über das Herr- und Kriegswesen. Jg. 34., 1907, Berlin: Mittler, 1908
- Die internationalen Luftschiffe 1910. Ihre Bauart und Eigenschaften nach dem Stande vom Februar 1910. Nach authentischen Quellen bearbeitet, 2. Auflage, Oldenburg: Stalling, 1910
- Flugzeuge (= Velhagen & Klasings Volksbücher, Nr. 63), neue, vielfach erweiterte Auflage, Bielefeld; Leipzig: Velhagen & Klasing, [1914]
- Strategische und taktische Lehren des Weltkrieges ... (= Gegenwartsfragen, Reihe 2, Bd. 1), Berlin: Politik, 1916
- Deutsches Kriegsflugwesen (= Velhagen & Klasings Volksbücher, Doppelband Nr. 138–139), Bielefeld; Leipzig: Velhagen & Klasing, [1918]; Inhaltsverzeichnis
- Die gesamten deutschen Luftstreitkräfte im 1. Weltkrieg, 1. Auflage, Nachdruck der 1920 unter dem Titel Die deutschen Luftstreitkräfte im Weltkriege erschienenen Ausgabe, Bremen: Europäischer Hochschulverlag, 2015, ISBN 978-3-86741-672-6; Digitalisat über archive.org

als Herausgeber/Mitwirkender:
- Luftfahrzeugbau und -führung, Hand- und Lehrbücher des Gesamtgebietes, Frankfurt am Main: Auffahrt; München [u. a.]: Oldenbourg; 1911ff.
- Georg Paul Neumann (Verf.), Paul Ludendorff (Geleitwort): In der Luft unbesiegt. Erlebnisse im Weltkrieg, erzählt von Luftkämpfern, München: Lehmanns Verlag, 1923; Inhaltsverzeichnis; Digitalisat